# 圆吻鲴
圆吻鲴（学名：[Distoechodon tumirostris] 错误：{{Lang}}：文本有斜体标记（帮助））輻鰭魚綱鯉形目鯝科的一種，中國俗名青片、紅翅魚；台灣俗稱鯁仔、憨魚或阿嬤魚。

## 分布
分布於臺灣和中國大陸。臺灣分布於臺灣北部以及宜蘭地區河系的湖沼，目前台灣北部景美溪及新店溪族群數量龐大

## 環境
水深1公尺以上的緩流或潭區。

## 特徵
本魚體側扁而略延長，頭部小，吻圓鈍突出，口小下位。魚體銀白色，鱗片細小，背部顏色較深，成熟雄魚的腹鰭和臀鰭邊緣淺橘紅色，尾鰭叉形，體長可超過40公分。

## 生態
本魚為初級淡水魚，棲息於河川及湖泊中、下層水域，屬雜食性，以石頭上的附著藻或底泥為食，成長速度緩慢，環境忍受度高。

## 經濟利用
可做為食用魚。

## 扩展阅读
維基物種上的相關：圆吻鲴